# DShK
DShK (tiếng Nga: Дегтярёва-Шпагина Крупнокалиберный, phiên âm La tinh: Degtyaryova-Shpagina Krupnokaliberny) là một trong những mẫu súng máy hạng nặng sử dụng đạn 12,7x108mm nổi tiếng nhất của Liên Xô. Nó được nhìn thấy sử dụng lần đầu trong trên các phương tiện chiến đấu bọc thép của Liên Xô cuộc Chiến tranh Mùa đông 1940, sau đó là Chiến tranh thế giới thứ hai và các cuộc xung đột trong Chiến tranh Lạnh.

## Lịch sử ra đời
Sau đại chiến thế giới thứ nhất, các chuyên gia quân sự Liên Xô nhận ra một điều rằng: lực lượng không quân và thiết giáp của nhiều nước châu Âu đang phát triển rất nhanh chóng, đặc biệt là lực lượng không quân. Những chiếc máy bay làm bằng khung gỗ và giấy mỏng manh của Thế chiến 1 dần được thay thế bằng những chiếc máy bay được làm hoàn toàn bằng kim loại với tầm bay cao hơn, tốc độ bay lớn hơn, trang bị vũ khí mạnh hơn. Đồng thời, khả năng bị bắn hạ bởi súng máy phòng không đối với những chiếc máy bay này cũng ngày một giảm đi đáng kể. Điều này đã làm phát sinh yêu cầu về một khẩu súng máy mới có uy lực lớn hơn. Liên Xô quyết định phát triển một loại súng máy hạng nặng tương đương với Browning M2 của Mỹ vào cuối những năm 1920
Nhà thiết kế Vasily Degtyaryov đã thiết kế ra được một khẩu súng máy mới, đó là mẫu "Degtyaryova Krupnokaliberny" ("ДК" hay "Дегтярёв Крупнокалиберный"), lấy hình mẫu từ khẩu Degtyarov DP của mình để phát triển ra DK. Mẫu súng máy mới không sử dụng loại đạn 7.62×54mmR trước đó mà chuyển hẳn sang sử dụng loại đạn mới được phát triển là đạn 12,7x108mm (theo định danh của Hồng Quân là đạn B-30). Loại đạn mới này có động năng lớn hơn làm cho DK có sức sát thương cũng như sức phá hủy mạnh hơn rất nhiều so với đạn 7.62×54mmR.
DK được chấp nhận đưa vào sản xuất với số lượng nhỏ từ năm 1931 đến năm 1935 để trang bị cho các xe bọc thép, xe tăng hạng nhẹ của Liên Xô và trên cả một số tàu chiến nhỏ của Hải quân Liên Xô. Vào năm 1938, Georgy Shpagin đã thiết kế cho khẩu đại liên DK một cơ chế nạp đạn mới, từ hộp tiếp đạn 30 viên sang sử dụng dây đạn 50 viên để tăng thời gian duy trì hỏa lực của súng. Từ đó, đại liên "Degtyaryova-Shpagina Krupnokaliberny" (Súng máy cỡ nòng lớn của Degtyaryov – Shpagin hay đại liên Degtyaryov - Shpagin) đã được ra đời, gọi tắt là DShK-38. DShK-38 chính thức được đưa vào phục vụ trong biên chế của Hồng quân Liên Xô tại các binh chủng bộ binh, thiết giáp, phòng không và hải quân từ năm 1940.

## Lịch sử hoạt động

### Chiến tranh thế giới thứ hai

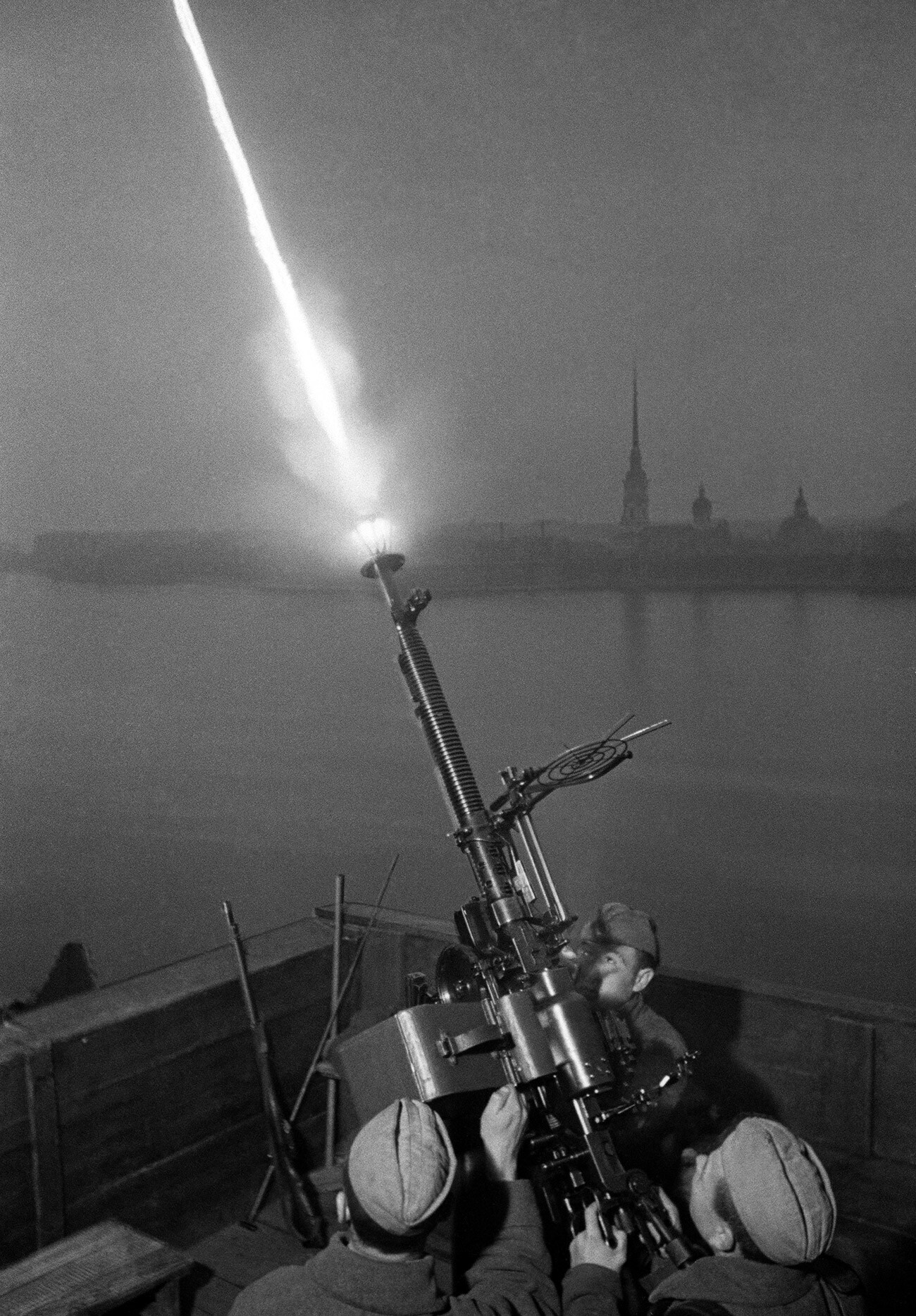
DShK đang chiến đấu với vai trò là vũ khí phòng không trong thế chiến thứ hai.

DShK là súng máy hạng nặng tiêu chuẩn của Hồng quân Liên Xô trong Chiến tranh thế giới thứ hai, được biên chế cho các đơn vị phòng không và thiết giáp Liên Xô. Xe tăng IS-2, pháo tự hành ISU-152, xe tăng lội nước T-40 đều dùng DShK làm hỏa lực phụ trợ trên tháp pháo. Trong suốt 5 năm Chiến tranh thế giới thứ hai (1941 - 1945), Hồng Quân đã sản xuất được khoảng hơn 9.000 khẩu DShK.
Không chỉ được dùng trong tác chiến phòng không, DShK còn được sử dụng cho nhiệm vụ yểm trợ bộ binh khi tác chiến trên mặt đất (hoặc tác chiến từ trên xe tăng). Khi đó, súng sẽ được gắn trên một bộ chân đế có hai bánh xe, hai càng cố định và một tấm khiên chắn bằng thép để bảo vệ cho xạ thủ (khi tác chiến trên mặt đất). Còn khi tác chiến từ trên xe tăng thì súng được gắn trên một loại giá được thiết kế dành riêng cho xe tăng.

### Sau Chiến tranh thế giới thứ hai
Năm 1946, phiên bản hiện đại hóa của khẩu DShK-38 là DShK-38/46 hay DShKM đã ra đời và nhanh chóng thay thế vai trò của khẩu DShK-38 trong biên chế của quân đội Liên Xô. Một số dòng xe tăng hiện đại sau Chiến tranh thế giới thứ hai như T-55, T-64 của Liên Xô vẫn sử dụng đại liên DShK làm hỏa lực phòng không cũng như hỏa lực yểm trợ bộ binh tiêu chuẩn cho đến khi đại liên NSV hơn ra đời và thay thế cho nó vào năm 1972. T-72 là mẫu tăng hiện đại đầu tiên trang bị NSV thay cho DShKM. Nhiều phiên bản khác nhau của khẩu súng này đã được sản xuất với số lượng lớn tại các nước bên ngoài Liên Xô như Trung Quốc, Iran, Pakistan,... Hiện nay, Pakistan và Iran là hai quốc gia vẫn còn sản xuất phiên bản DShK của Trung Quốc.
Từ năm 1950 trở đi, đại liên DShK bắt đầu được Giải phóng quân Nhân dân Trung Quốc viện trợ cho Quân đội nhân dân Việt Nam từ các gói hàng viện trợ do Liên Xô cung cấp và nó nhanh chóng trở thành vũ khí phòng không tầm thấp cũng như vũ khí yểm trợ bộ binh tiêu chuẩn trong các đại đoàn chủ lực và các tiểu đoàn phòng không độc lập của Quân đội Nhân dân Việt Nam trong hai cuộc chiến Chiến tranh Đông Dương và Chiến tranh Việt Nam.
DShK đã bị quân đội Liên Xô thay thế bằng NSV từ năm 1972. Sau khi Liên Xô tan rã vào năm 1991, Cục thiết kế Degtyaryov Plant của Nga đã tự phát triển ra mẫu súng máy Kord vào năm 1991. Kord thay thế vai trò của cả DShK và NSV trong biên chế của Lực lượng Vũ trang Liên bang Nga từ năm 1998. Tuy nhiên, nó vẫn còn được sử dụng rộng rãi ở một số khu vực, đặc biệt là trong những cuộc xung đột vũ trang hay là các cuộc nội chiến ở các nước Trung Đông và châu Phi.

### Nội chiến Trung QuốcvàChiến tranh Triều Tiên
Trước năm 1945, Bát lộ quân và Tân Tứ quân Trung Quốc sử dụng phổ biến các mẫu đại liên như Maxim Type 24, sau này có thêm cả PM M1910 và SG-43 Goryunov hay Browning M1919 làm hỏa lực chủ yếu để yểm trợ cho bộ binh cũng như làm hỏa lực phòng không tầm thấp. Năm 1945, sau khi đánh đạo quân Quan Đông của Nhật Bản tại Mãn Châu thua tan tác thì Liên Xô đã viện trợ cho Quân Giải phóng Nhân dân Trung Quốc hàng chục nghìn tấn vũ khí, đạn dược các loại, trong đó có khoảng hơn 3000 khẩu DShK. Từ đó, loại súng máy này được trang bị đến cấp tiểu đoàn của Quân Giải phóng Nhân dân Trung Quốc, có tới hơn 100 đại đội hỏa lực đại liên DShK chuyên trách được tổ chức. Ngoài ra, mỗi đại đội bộ binh nặng cũng được trang bị từ 1 đến 2 khẩu súng này. Cùng với chiến thuật biển người, hỏa lực đại liên DShK đã reo rắc nỗi kinh hoàng cho các đơn vị bộ binh, thiết giáp hạng nhẹ và các loại máy bay cánh quạt của Quốc dân Cách mệnh Quân.
Trong Chiến tranh Triều Tiên, Chí nguyện quân Nhân dân và Quân đội Nhân dân Triều Tiên đều sử dụng đại liên DShK làm hỏa lực yểm trợ cấp tiểu đoàn cũng như hỏa lực phòng không tầm thấp đến trung bình. Nó và pháo phòng không tự động 61-K 37 mm bẻ gãy nhiều cuộc tấn công của lực lượng máy bay cánh quạt của Không quân Hoa Kỳ trong Chiến tranh Triều Tiên (1950 - 1953).

### TrongChiến tranh Việt Nam
Trong Chiến tranh Đông Dương (1946 - 1954), từ năm 1950 trở đi, đại liên DShK được sử dụng làm hỏa lực cấp trung đoàn và tiểu đoàn bộ binh độc lập (quân chính quy) của Quân đội Nhân dân Việt Nam. Trước năm 1954, số lượng súng máy DShK phục vụ trong biên chế của Quân đội Nhân dân Việt Nam vẫn còn tương đối hạn chế vì nó còn phụ thuộc vào nguồn vũ khí, đạn dược được viện trợ từ phía Giải phóng quân Nhân dân Trung Quốc. Mỗi một trung đoàn hoặc tiểu đoàn bộ binh độc lập sở hữu từ 1 đến 3 khẩu súng này nhưng cũng không đủ để trang bị cho toàn bộ lực lượng của Quân đội nhân dân Việt Nam. Cho đến năm 1954, trong biên chế của trung đoàn phòng không 367 thuộc Đại đoàn 351 (hỗn hợp công binh - pháo binh) có sáu tiểu đoàn phòng không, mỗi tiểu đoàn có 1 đại đội DShK (12 khẩu) và 3 đại đội cao xạ 37mm (12 khẩu), trang bị tổng cộng 72 khẩu DShK và khoảng 72 khẩu 61-K 37 mm. Trung đoàn đã tham gia vào Chiến dịch Điện Biên Phủ và trong chiến dịch này thì những khẩu DShK đã bắn hạ 13 trên tổng số 62 máy bay của quân viễn chinh Pháp bị phá hủy bởi vũ khí phòng không. Đồng thời, DShK cũng gây thiệt hại nặng nề cho rất nhiều máy bay khác của không quân Pháp ở Điện Biên Phủ. DShK cùng với những khẩu pháo phòng không tự động 61-K 37mm giúp cho Việt Minh khống chế gần như toàn bộ bầu trời Điện Biên Phủ, gây ra rất nhiều khó khăn và thiệt hại cho các hoạt động tiếp viện, trinh thám, hay đánh phá bằng máy bay của không quân Pháp.
Trong Chiến tranh Việt Nam (1954 - 1975), số lượng đại liên DShK phục vụ trong biên chế của Quân đội Nhân dân Việt Nam đã tăng lên đáng kể và đồng thời, Quân chủng Phòng không - Không quân của Quân đội nhân dân Việt Nam cũng ngày một trở nên lớn mạnh, quy củ hơn trước rất nhiều lần. Mỗi một trung đoàn thường được trang bị khoảng từ 3 đến 4 khẩu súng này. Còn mỗi một tiểu đoàn thì được trang bị ít hơn trung đoàn, thường chỉ có khoảng từ 2 đến 3 khẩu. Từ năm 1972 trở đi, số lượng súng DShK được trang bị đối với cấp trung đoàn được tăng lên thành 5 đến 7 khẩu hoặc được tổ chức riêng biệt thành các đại đội hỏa lực phòng không riêng biệt sử dụng hỗn hợp hai loại súng máy là DShK 12,7 mm và súng máy hạng nặng KPV 14,5 mm. Cho đến nay, số lượng đại liên DShK được biên chế trong hỏa lực cấp trung đội trực thuộc các đại đội bộ binh chính quy của Quân đội nhân dân Việt Nam thường vào khoảng từ 3 đến 5 khẩu. Vậy nên, nó thường được gọi là súng máy cấp đại đội.
Đối với Binh chủng Tăng - Thiết giáp của Quân đội nhân dân Việt Nam thì DShK được gắn trên các xe bọc thép BTR-40, BTR-50, trên tháp pháo xe tăng T-54/55 do pháo thủ thứ hai hoặc chính chỉ huy xe tăng đó trực tiếp điều khiển. Nó vừa dùng làm hỏa lực yểm trợ tầm gần cho bộ binh, vừa dùng làm hỏa lực phòng không tầm thấp. Đối với các tàu tuần tiễu cỡ nhỏ hoặc xuồng phóng lôi, DShK cũng được gắn trên các giá đỡ, phối hợp với các loại vũ khí khác trên tàu để tạo ra màn hỏa lực dày đặc.
Trong tác chiến phòng không, nhiều đơn vị hỏa lực cấp đại đội đến tiểu đoàn phòng không sử dụng súng máy DShK 12,7 mm kết hợp với các loại súng máy cỡ lớn như ZPU-1, ZPU-2, ZPU-4. Điển hình là cụm tiểu cao 175 thuộc Trung đoàn cao xạ 252 (Sư đoàn phòng không 363 - Hải Phòng). Trong biên chế của tiểu đoàn có một đại đội gồm có 12 khẩu DShK 12,7 mm và 2 đại đội gồm có 18 khẩu ZPU-2 và ZPU-4 đã chiến đấu tốt trong Chiến dịch phòng không 12 ngày đêm tháng 12 năm 1972, bắn rơi 5 máy bay tiêm kích các loại A-6, A-7, F-4H và một chiếc F-111 của Không lực Hoa Kỳ.
Đối với các lực lượng dân quân tự vệ trong thời kì Chiến tranh Việt Nam, đại liên DShK cũng được sử dụng rất rộng rãi bởi lực lượng này. Trong hai cuộc chiến tại Miền Bắc chống chiến tranh phá hoại của Không lực Hoa Kỳ (1964-1968, Chiến dịch Linebacker và Chiến dịch Linebacker II), đại liên DShK được trang bị cho các trung đội và tiểu đội dân quân, tạo dựng màn hỏa lực tầm thấp chống lại các máy bay của Không quân Hoa Kỳ. Đêm 22 rạng sáng ngày 23 tháng 12 năm 1972, ba trung đội tự vệ của Nhà máy Cơ khí Mai Động, Nhà máy Cơ khí Lương Yên và Xí nghiệp Gỗ Bạch Đằng đã phục kích tại cảng Vân Đồn (Hai Bà Trưng - Hà Nội), sử dụng 3 khẩu DShK và 2 tổ hợp súng máy phòng không ZPU-1 14,5 mm đã bắn rơi tại chỗ một máy bay F-111A của Không lực Hoa Kỳ, bắt sống phi công.
Không chỉ được dùng để bảo vệ vùng trời miền Bắc, DShK kết hợp với nhiều thứ vũ khí phòng không khác như pháo phòng không 37 mm hay pháo phòng không 57 mm cũng được nhìn thấy chiến đấu tại các binh trạm của Quân đội nhân dân Việt Nam cũng như của Quân Giải phóng miền Nam Việt Nam bố trí dọc theo tuyến đường Đường Trường Sơn để chống lại các cuộc càn quét, bắn phá bằng không quân của Không quân Hoa Kỳ cũng như Không lực Việt Nam Cộng hòa nhắm vào con đường này.
DShK được nhiều chuyên gia quân sự Mỹ đánh giá là một trong những thứ vũ khí cực kỳ nguy hiểm đối với các loại trực thăng của Mỹ trong Chiến tranh Việt Nam. Binh sỹ Quân Giải phóng miền Nam Việt Nam thường dùng chiến thuật "đón lõng đường bay" để săn tìm, phá hủy trực thăng Mỹ. Họ ẩn nấp, ngụy trang dưới hầm hoặc dưới tán cây rậm rạp, đợi trực thăng Mỹ sà thấp xuống tìm mục tiêu hoặc đổ quân chi viện thì nổ súng để triệt hạ nó. Chỉ cần vài phát đạn 12,7mm bắn trúng trực diện chiếc trực thăng là đủ để bắn rơi nó. Trong số hơn 6.700 trực thăng các loại của Mỹ bị phá hủy ở Việt Nam thì tỷ lệ trực thăng bị hạ lớn nhất là do súng máy DShK gây nên. Có nhiều chiến sĩ của QĐNDVN đã triệt hạ được nhiều máy bay đối phương (đặc biệt là trực thăng) bằng DShK trong Chiến tranh Việt Nam, tiêu biểu như:
- Trong 3 năm 1970 - 1972, chiến sĩ Lê Xuân Tưởng (sinh năm 1950 tại thôn Xuân Hồi, xã Liên Thủy, huyện Lệ Thủy, tỉnh Quảng Bình) đã cùng với đồng đội của anh tiêu diệt tới 37 chiếc máy bay Mỹ bằng DShK, trong đó có 2 chiếc máy bay phản lực F-4 Phantom của không quân Mỹ. Đặc biệt, trong trận đánh ngày 02/07/1970 ở căn cứ Dốc Mây, chỉ trong 30 phút, Lê Xuân Tưởng đã bắn hạ tới 5 chiếc máy bay UH-1A của Mỹ[15]
- Chiến sĩ Tạ Duy Sản (tổ 1B, phường Tân Thịnh, thành phố Hoà Bình) cùng với khẩu DShK đã hạ 4 máy bay Mỹ (trong 3 ngày 15, 16, 17/7/1968, trung đội của anh đóng chốt tại sân bay Khe Sanh đã hạ tới 7 máy bay CH-47, trong đó, chiến sĩ Tạ Duy Sản tự mình bắn hạ 1 chiếc).[16]
- Lê Hữu Tựu (1944 - 1972), Anh hùng LLVTND; Đại đội phó Đại đội phòng không 3, Tiểu đoàn 14, Sư đoàn 2, quân khu 5. quê xã Nguyên Khê, huyện Đông Anh, thành phố Hà Nội. Ông là xạ thủ súng máy phòng không 12,7 mm, chiến đấu trên 50 trận, bắn rơi 31 máy bay trực thăng Mỹ.[17]
- Chiến sĩ Nguyễn Văn Nhương (Anh hùng Lực lượng vũ trang nhân dân, quê ở xã Cầu Lộc, huyện Hậu Lộc, tỉnh Thanh Hóa) đã cùng DShK tham gia 175 trận đánh trong những năm từ 1968 đến 1972, bắn rơi 13 máy bay các loại (riêng trong Chiến dịch Đường 9 - Khe Sanh, bản thân ông đã bắn rơi 7 máy bay)[18][19]
- Ngày 30 tháng 7 năm 1970, tại khu vực núi Cô Pung, tây Thừa Thiên-Huế, khẩu đội súng máy 12,7mm thuộc sư đoàn 324, xạ thủ Đặng Thọ Truật đã tổ chức phục kích trực thăng Mỹ đổ quân. Trong khoảng 30 phút, với 125 viên đạn, Đặng Thọ Truật đã bắn rơi tại chỗ 13 trực thăng, bắn bị thương 11 chiếc khác. Trong kháng chiến chống Mỹ, Đặng Thọ Truật được tặng thưởng 5 danh hiệu "Dũng sĩ diệt máy bay", 2 danh hiệu "Dũng sĩ diệt Mỹ" cùng nhiều phần thưởng khác. Ngày 10/8/2015, Đặng Thọ Truật được phong tặng danh hiệu Anh hùng Lực lượng vũ trang nhân dân[20].
- Lúc 13h ngày 13/9/1968, Đại đội 18 Trung đoàn 320, với 2 khẩu DShK và 40 viên đạn đã bắn rơi 2 chiếc trực thăng UH-1, trong đó 1 chiếc đang chở ban chỉ huy Mỹ, giết chết thiếu tướng Mỹ Keith Lincoln Ware (Tư lệnh Sư đoàn 1 "Anh Cả Đỏ" của Mỹ)[21]

Trong Chiến tranh biên giới Việt–Trung 1979, súng máy DShK do Liên Xô viện trợ trực tiếp cho Việt Nam được các cựu binh của Quân đội nhân dân Việt Nam sử dụng hết sức rộng rãi tại các căn cứ phòng thủ phía Bắc. Uy lực khủng khiếp của nó gây tổn thất lớn cho những làn sóng biển người của quân đội Trung Quốc.
Hiện nay, DShK trong biên chế của Quân đội nhân dân Việt Nam đang dần được thay thế bởi loại súng máy 12,7mm khác hiện đại hơn là NSV. Thế nhưng, DShK vẫn sẽ được các đơn vị dân quân tự vệ của Quân đội nhân dân Việt Nam tin tưởng sử dụng thêm một thời gian dài nữa.

## Các phiên bản
- DShK-38: phiên bản DShK nguyên thủy.
- DShK 38/46: phiên bản DShK 38 được hiện đại hóa vào năm 1946. Súng thường được gọi với cái tên đơn giản hơn là DShKM.
- Type 54: phiên bản DShKM do công ty Norinco của Trung Quốc sản xuất bất hợp pháp, vẫn còn được Pakistan và Iran sản xuất dưới sự cho phép của Norinco.
- MGD-12.7: Phiên bản Type 54 do Iran sản xuất.

## Các quốc gia sử dụng
- Liên Xô [22]
- Afghanistan[23]
- Ai Cập[23]
- Albania[23]
- Algérie[23]
- Angola[23]
- Armenia[23]
- Azerbaijan[23]
- Bangladesh[23]
- Belarus[23]
- Bulgaria[23]
- Cabo Verde[23]
- Chile[24]
- Cộng hòa Congo[23]
- Cộng hòa Dân chủ Congo[23]
- Cuba[23]
- Cyprus[23]
- Guinea Xích Đạo[23]
- Eritrea[23]
- Ethiopia[23]
- Ghana[23]
- Gruzia[23]
- Guinée[23]
- Guiné-Bissau[23]
- Hungary[23]
- Indonesia[23]
- Iran[25]
- Iraq[23]
- Israel[23]
- Kazakhstan[23]
- Kyrgyzstan[23]
- Lào[23]
- Libya[23]
- Litva[23]
- Cộng hòa Macedonia[23]
- Madagascar[23]
- Mali[23]
- Malta[23]
- Mozambique[23]
- Nam Tư[25]
- Nicaragua[23]
- Nigeria[23]
- Nga[23]
- Pakistan[25]
- Peru[23]
- Phần Lan[23]
- Cộng hòa Séc[23]
- Serbia[23]
- Seychelles[23]
- Sierra Leone[23]
- Slovakia[23]
- Somalia[23]
- Syria[23]
- Tanzania[23]
- Tchad[23]
- Tiệp Khắc[26]
- Togo[23]

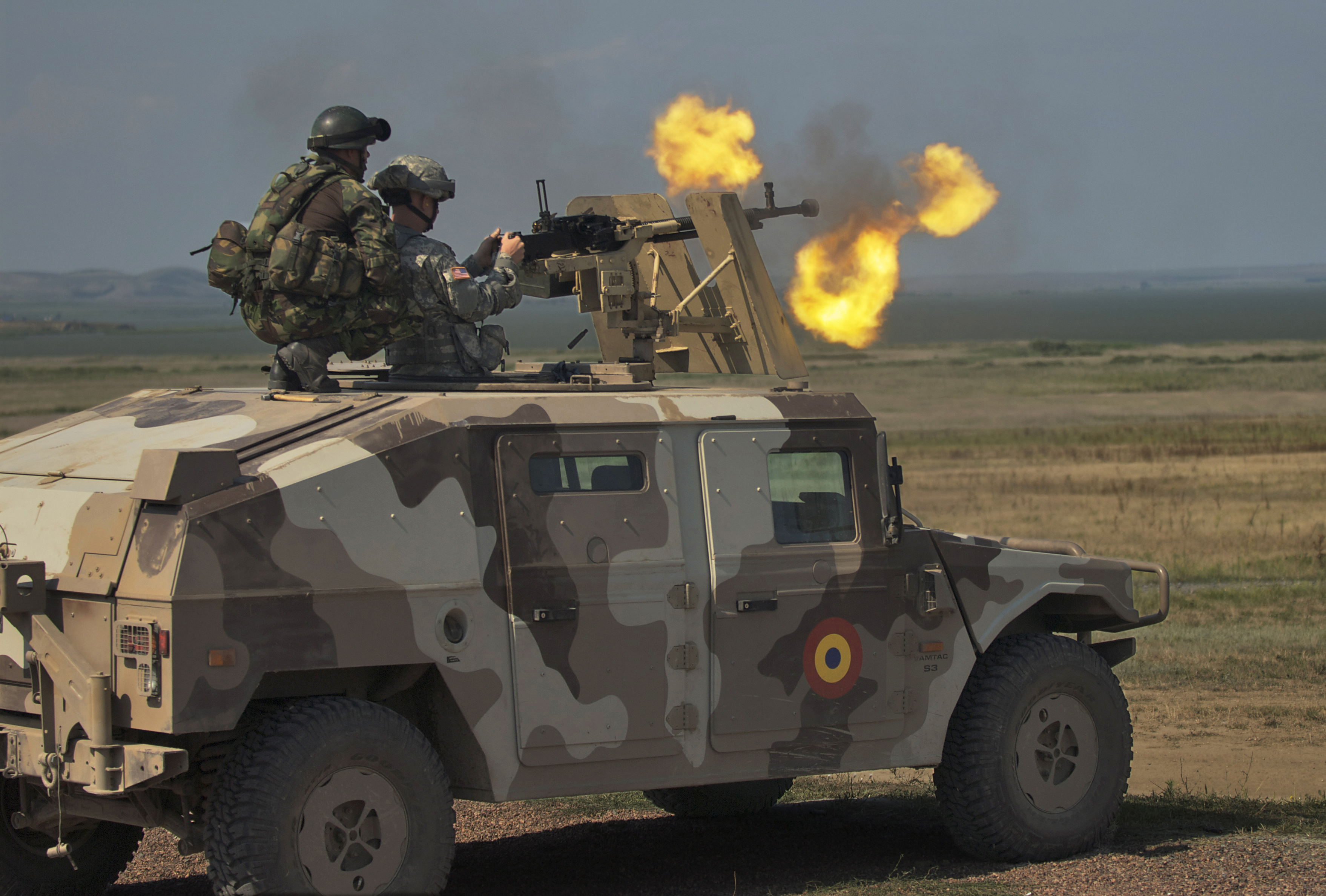
DShK gắn trên Humvee tại Romania

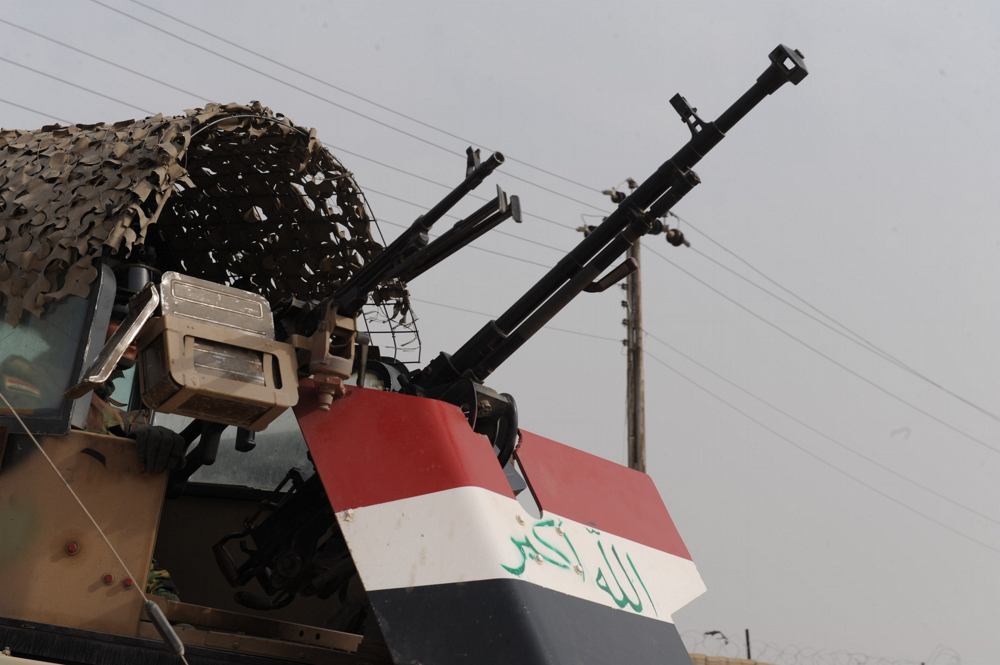
DShK gắn trên Humvee tại Iraq

- Cộng hòa Dân chủ Nhân dân Triều Tiên[23]
- Cộng hòa Trung Phi[23]
- Cộng hòa Nhân dân Trung Hoa[26]
- Turkmenistan[23]
- Uganda[23]
- Ukraina[23]
- Việt Nam Dân chủ Cộng hòa[26]
- Cộng hòa Miền Nam Việt Nam
- Việt Nam[22][23]
- Yemen[23]
- Zambia[23]
- Zimbabwe[23]